# 新里宏太
新里 宏太（しんざと こうた、1995年9月9日 - ）は、日本の歌手、俳優、タレントである。東京都出身。所属事務所はライジングプロダクション、レーベルはSONIC GROOVE。身長173cm。

## 人物
- 2011年開催の第24回「ジュノン・スーパーボーイ・コンテスト」ファイナリスト。LaLa TV賞受賞。コンテストでは杏里の「オリビアを聴きながら」を歌唱。歌唱力の高さを評価され、プロダクションやレコード会社十数社からオファーを受けた[2]。
- 2013年7月、テレビアニメ『ONE PIECE』の主題歌に起用された『HANDS UP!』でメジャーデビュー。
- 2013年12月、「第46回日本有線大賞」の新人賞を受賞。
- 2013年12月、「第55回輝く!日本レコード大賞」の最優秀新人賞を受賞。

## 出演

### テレビドラマ
- GTO（2014年7月 - 9月、関西テレビ） - 森野真 役

### 舞台
- ミュージカル「仮面ティーチャー」SILVER MASK（2015年9月16日 - 18日、梅田芸術劇場シアタードラマシティ・2015年9月30日 - 10月4日、Zeppブルーシアター六本木） - しし丸 役
- ミュージカル『スタミュ』Second Season（2018年7月、日本青年館・森ノ宮ピロティホール）- 空閑愁 役[3]
  - ミュージカル『スタミュ』スピンオフ『SHUFFLE REVUE』（2019年1月 - 2月、EXシアター六本木/京都劇場/森ノ宮ピロティホール）[4]
  - ミュージカル『スタミュ』-3rdシーズン-（2019年8月 - 9月、日本青年館ホール/森ノ宮ピロティホール）
- DYNAMIC CHORD the STAGE（2019年5月11日 - 15日、ヒューリックホール東京）- YORITO 役[5]
- イマーブシアター『サクラヒメ』〜『桜姫東文章』より〜（2020年1月24日 - 2月4日、京都四條南座） -  雲上の導者 役[6]
- Fate/Grand Order THE STAGE -冠位時間神殿ソロモン-（2020年10月18日、TACHIKAWA STAGE GARDEN / 2020年10月24日 - 30日、東京国際フォーラム ホール） - 藤丸立香 役（髙石あかりとWキャスト）[7]
- ミュージカル「ロミオ&ジュリエット」（2021年5月21日 - 6月13日、赤坂ACTシアター / 7月3日 - 11日、梅田芸術劇場 メインホール） - マーキューシオ 役[8]
- 群盗（2022年2月24日 - 27日、富士見市民文化会館キラリ☆ふじみ メインホール） - フランツ 役
- ミュージカル「ロミオの青い空」（2022年3月31日 - 4月3日、東京建物 Brillia HALL） - アルフレド 役[9]
  - ミュージカル「ロミオの青い空」〜誓い〜（2025年5月2日 - 11日、天王洲 銀河劇場）[10]
- ミュージカル『ピオフィオーレの晩鐘』（2022年5月5日 - 15日、サンシャイン劇場） - ダンテ・ファルツォーネ 役

## ディスコグラフィ

### CDシングル
| シングル                                 | リリース日    | タイトル          |              |              |              |              |
| SONIC GROOVE                             | SONIC GROOVE  | SONIC GROOVE      | SONIC GROOVE | SONIC GROOVE | SONIC GROOVE | SONIC GROOVE |
| ---------------------------------------- | ------------- | ----------------- | ------------ | ------------ | ------------ | ------------ |
| 1st                                      | 2013年7月31日 | HANDS UP!         |              |              |              |              |
| ユニバーサル・エンターテイメントジャパン |               |                   |              |              |              |              |
| 2nd                                      | 2019年7月31日 | DREAM TOGETHER!!! |              |              |              |              |

### 参加曲

#### フィーチャリングシングル
| feat.                        | リリース日                   | タイトル                     | 順位                         | 販売形態                     | 商品コード                   | 形態                         |
| インペリアルレコードレーベル | インペリアルレコードレーベル | インペリアルレコードレーベル | インペリアルレコードレーベル | インペリアルレコードレーベル | インペリアルレコードレーベル | インペリアルレコードレーベル |
| ---------------------------- | ---------------------------- | ---------------------------- | ---------------------------- | ---------------------------- | ---------------------------- | ---------------------------- |
| LIFriends                    | 2014年8月20日                | 君の瞳にロックオン           | 38位                         | CD+DVD CD                    | TECI-354 TECI-355            | 初回限定盤 通常盤            |

### タイアップ
| 楽曲               | タイアップ                                                                                      | 収録作品                                      |
| ------------------ | ----------------------------------------------------------------------------------------------- | --------------------------------------------- |
| ウィーアー!        | フジテレビ系アニメ『ONE PIECE エピソードオブルフィ 〜ハンドアイランドの冒険〜』主題歌（2012年） | 1stシングル『HANDS UP!』                      |
| HANDS UP!          | フジテレビ系アニメ『ONE PIECE』主題歌（2013年）                                                 | 1stシングル『HANDS UP!』                      |
| 君の瞳にロックオン | TBS系番組「おーくぼんぼん」エンディングテーマ（2014年7月 - 9月） ほか                           | LIFriends feat.新里宏太『君の瞳にロックオン』 |
| Regret             | 東海テレビ制作フジテレビ系全国ネットドラマ『碧の海 〜LONG SUMMER〜』挿入歌（2014年）            |                                               |

## 受賞
- 2013年 第46回日本有線大賞 新人賞
- 2013年 第55回日本レコード大賞 最優秀新人賞・新人賞